# Paoaykerk
De Paoaykerk, ook bekend als Kerk van San Augustin is een 18e-eeuwse kerk in de Filipijnse gemeente Paoay in de noordelijke provincie Ilocos Norte. Een viertal barokkerken van de Filipijnen, waaronder deze kerk, staan sinds 1993 op de werelderfgoedlijst van UNESCO, vanwege de unieke combinatie tussen de barokke en oriëntale bouwstijlen. De stijl waarin deze kerk gebouwd is wordt ook wel aangeduid met Earthquake Baroque.
De bouw van Paoay Church werd gestart door de augustijn Antonio Estavillo. De eerste hoeksteen van de kerk werd in 1704 gelegd. De eerste hoeksteen van de convent werd in 1707 gelegd. In 1710 werd de kerk afgerond. De massieve klokkentoren werd veel later dan de kerk gebouwd. De eerste hoeksteen daarvan werd in 1793 gelegd. De toren staat los van de kerk als voorzorgsmaatregel tegen beschadiging door aardbevingen.